# Типпельт, Свен
Свен Типпельт (нем. Sven Tippelt; родился 3 июня 1965 года в Лейпциге) — бывший немецкий гимнаст. Серебряный и бронзовый призёр Олимпийских игр 1988.

## Биография
Свен Типпельт родился 3 июня 1965 года в Лейпциге. Его отец, Фрэнк Типпельт, в 1950 — х и 1960 — х годах был многократным чемпионом ГДР по спортивной гимнастике. Его сын Свен также занимался спортивной гимнастикой. Выступал на соревнованиях в чемпионатах ГДР, мира и Олимпийских игр 1988 года.
После ухода из спорта Свен Типпельт учился в Лейпциге, защитил диссертацию по биомеханике. Работал тренером в немецком спортивном клубе TuS Leopoldshöhe. В дальнейшем, вместо тренерской карьеры выбрал работу физиотерапевтом. В настоящее время работает в реабилитационной клинике в городе Бад-Зальцуфлен.

## Спортивные достижения
Участник летних Олимпийских игр 1988 и 1992 годов, где завоевал с командой ГДР соответственно второе и четвёртое место. В личных соревнованиях завоевывал в 1988 году бронзовые медали на кольцах и брусьях. На чемпионатах мира в 1985, 1987 и 1989 годах завоевал одну серебряную и три бронзовые медали.

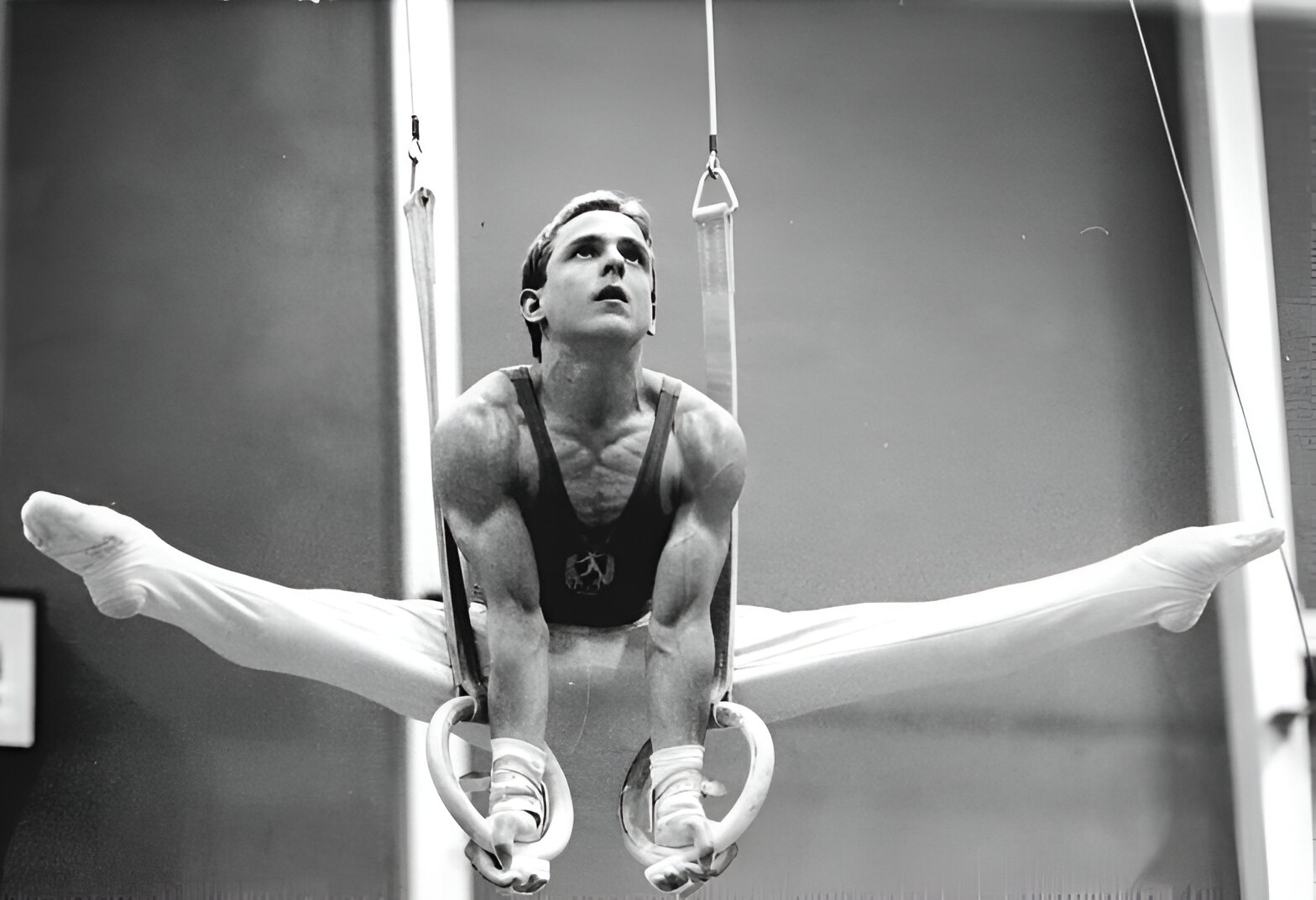
Свен Типпельт на чемпионате ГДР

В 1985, 1986, 1987, 1989 и 1990 годы был чемпионом ГДР в индивидуальном многоборье. В 1985 и 1986 годах выигрывал чемпионат ГДР по спортивной гимнастике в упражнениях на брусьях, в 1986 и 1988 годах — в упражнениях на кольцах, в 1986 году — в вольных упражнениях.